# Scolopax celebensis
La chocha de Célebes (Scolopax celebensis) es una especie de ave caradriforme de la familia Scolopacidae. Es endémica de las Célebes (Indonesia).

## Hábitat y estado de conservación
Habita en las selvas montanas, desde 1700 hasta 2300  m s. n. m., y parece ser poco común en zonas más bajas.
Está amenazada por la pérdida de hábitat y la proliferación de gatos asilvestrados.

## Subespecies
Se reconocen las siguientes:
- S. c. heinrichi Stresemann, 1932 - noreste de Célebes
- S. c. celebensis Riley, 1921 - centro de Célebes.